# Gonzalo Boye
Gonzalo Boye Tusset (ur. 3 kwietnia 1965 w Viña del Mar) – chilijski prawnik posiadający również obywatelstwo niemieckie, związany zawodowo z Hiszpanią. W 1996 skazany za udział w porwaniu zorganizowanym przez ETA, zyskał później rozpoznawalność jako prawnik uczestniczący w licznych medialnych postępowaniach.

## Życiorys
Urodził się w Chile jako syn lewicowego dziennikarza. Rodzina jego matki miała pochodzenie katalońskie. Kształcił się w The Mackay School, założonej przez szkockich imigrantów. Wyjechał następnie do Niemiec, gdzie podjął nieukończone studia z ekonomii i nauk politycznych na Uniwersytecie w Heidelbergu. W 1987 osiadł w Hiszpanii, prowadził własną działalność gospodarczą.
W 1992 został tymczasowo aresztowany pod zarzutem udziału w chilijskiej skrajnie lewicowej zbrojnej organizacji Movimiento de Izquierda Revolucionaria oraz udziału w dwóch porwaniach z 1983 i 1988. W 1996 został ostatecznie skazany za udział w zorganizowanym przez terrorystów z ETA uprowadzeniu przemysłowca Emiliana Revilli, przetrzymywanego następnie przez ponad 8 miesięcy. Gonzalo Boye nie przyznał się nigdy do tego czynu. Wymierzono mu karę 14 lat 8 miesięcy i 1 dnia pozbawienia wolności. W trakcie jej odbywania odbył studia prawnicze na uniwersytecie kształcenia na odległość (UNED).
W 2002 uzyskał zwolnienie, podjął wówczas praktykę prawniczą. Zaczął wkrótce zyskiwać rozpoznawalność udziałem w różnych medialnych procesach. Reprezentował wdowę po Chilijczyku, który zginął w zamachu z 11 marca 2004. Skierował pozew przeciwko byłemu izraelskiemu ministrowi w sprawie bombardowania Strefy Gazy. Domagał się ekstradycji sześciu współpracowników George’a W. Busha w postępowaniu związanym z osadzeniem hiszpańskich obywateli w obozie Guantanamo. Bronił Rodriga Lanzę (w głośnym procesie dotyczącym ciężkiego pobicia strażnika miejskiego w Barcelonie) i posłankę Tanię Sánchez (oskarżoną o płatną protekcję). Brał aktywny udział w postępowaniu dotyczącym Luisa Bárcenasa, byłego skarbnika Partii Ludowej. Dołączył do zespołów prawników Edwarda Snowdena i Carlesa Puigdemonta. Założył również satyryczny magazyn „Mongolia”.
W 2019 otrzymał pierwsze miejsce na liście zorganizowanej przez Junts per Catalunya w wyborach europejskich (w zastępstwie Carlesa Puigdemonta, którego ostatecznie dopuszczono do wyborów).